# William Ellery Channing (poet)

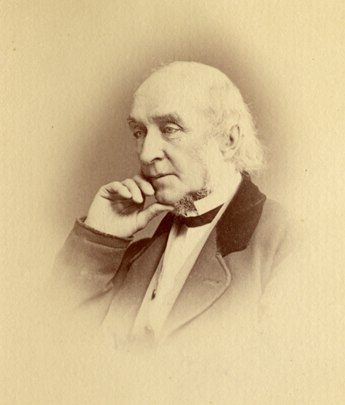
William Ellery Channing.

William Ellery Channing, född 29 november 1818 i Boston, Massachusetts, USA, död 23 december 1901 i Concord, Massachusetts, USA, var en amerikansk poet och essäist. Han var brorson till teologen William Ellery Channing och redaktören för North American Review, professor Edward Tyrrel Channing samt far till historikern Edward Channing.
Channing tillhörde den så kallade transcendentala strömningen inom amerikansk litteratur. Channing utgav några diktsamlingar, såsom Poems (1843) och The Woodman (1849), samt essäer, däribland Conversations in Rome between an Artist, a Catholic, and a Critic (1847), samt en bok om Thoreau (1879), som var hans barndomsvän.